# Rolf Sauerwein
Rolf Sauerwein (* 4. Oktober 1942 in Stuttgart; † 3. September 2014 in Leonberg) war ein deutscher Zeichner.

## Biografie
Sauerwein machte von 1960 bis 1963 eine Lehre als Graphischer Zeichner und danach eine Ausbildung zum Fachlehrer für Bildhaftes Gestalten und Werken. Von 1966 bis 1988 übte er den Lehrerberuf aus. Seit 1988 war er freischaffend tätig.
Ab 1970 entstanden zahlreiche und umfangreiche Werke mit dem Kugelschreiber.
Sauerwein lebte von 1991 bis 1996 auf der Halbinsel Höri im Bodensee. Seit 1997 wohnte er wieder in Leonberg bei Stuttgart.

## Ausstellungen
- 1991   Singen/HtwI. Rolf Sauerwein – Zeichnungen aus zwanzig Jahren – 131 Abbildungen „Der Kugelschreiber träumt“.
- 1993   Messe Frankfurt, „Premiere“, Frankfurt/Main.
- 1993   Galerie Geiger, Kornwestheim.
- 1993   Galerie Ruchti, Köln, mit A. Höckelmann.
- 1993 Christian-Wagner-Haus, Leonberg-Warmbronn.
- 1993   Papier Fischer, Karlsruhe.
- 1995   Hermann-Hesse-Höri-Museum, Gaienhofen.
- 1995   Städtische Galerie, Albstadt.
- 1996   Galerie Geiger, Kornwestheim mit H. G. Görtz, A. Lösener und A. Mehrling.
- 1997   Städtisches Museum Jena/Romantikerhaus, Jena
- 2004   Galerieverein Leonberg, mit Robert Schad.

## Ausstellungsbeteiligungen (Auswahl)
- 1993   Kunstausstellung Allensbach (auch 1994, 1998, 2002).
- 1999   20. Hilzinger Kunstausstellung.
- 2000   Galerie Schlichtenmaier, Schloß Dätzingen, „Hommage à Kurt Leonhard“ zum 90. Geburtstag.
- 2001   release & Kunst Stuttgart.

## Druckwerke
- 1986 Hermann Lenz: Den Lehrlingen (Gedicht). Mit einer Tuschezeichnung von Rolf Sauerwein. 6. Einblattdruck der Christian-Wagner-Gesellschaft Warmbronn.
- 1988 Peter Härtling: 1 Kugelschreiber-Zeichnung von Rolf Sauerwein. Einblattdruck der August-Lämmle-Schule Leonberg.
- 1988 Albrecht Fabri: Man zeichnet mit geschlossenen Augen. Mit 10 Rohrfederzeichnungen von Rolf Sauerwein. Privatdruck Leonberg.
- 1988 „Typen“ Pressendrucke des deutschen Sprachraums seit 1945 (Nr. 26 Rolf Sauerwein). Eine Bibliographie von Albert Spindler. Merlin, Gifkendorf.
- 1991 Rolf Sauerwein: Der Kugelschreiber träumt. Zeichnungen aus 20 Jahren. Texte von Kurt Leonhard und Rolf Sauerwein. 131 Abbildungen in Originalgröße. Verlag Ulrich Keicher, Warmbronn.
- 1993 Rolf Sauerwein, Zeichnungen und Bücher. Mit einem Text von Kurt Leonhard. Ausstellungskatalog, Christian-Wagner-Haus Warmbronn, Verlag Ulrich Keicher Warmbronn.
- 1995 Rolf Sauerwein: Jeder Strich verletzt die Welt. Sechs Kugelschreiberzeichnungen mit einem Text von Horst Samson. Ausstellungskatalog Gaienhofen.
- 1995 Kugelschreiberzeichnungen. Text von Erich Fischer. Ausstellungskatalog, Städtische Galerie Albstadt.
- 1997 Rolf Sauerwein, Zeichner, Pädagoge, Sammler. Mit Texten von Maria Schmid und Franz-Joachim Verspohl. Ausstellungskatalog Jena.
- 2002 Kurt Leonhard: Rosa Mystica. Geburtstagsgruß an Kurt Leonhard. Mit drei Zeichnungen von Rolf Sauerwein. Verlag Ulrich Keicher. Warmbronn.
- 2002 Erich Fischer: Worte und Bilder. Mit drei Tuschezeichnungen von Rolf Sauerwein. Privatdruck, Leonberg.
- 2004 Rolf Sauerwein: Zeichnen mit dem Silberlöffel. Zwölf Tuschezeichnungen mit einem Text von Adolf Smitmans. Verlag Ulrich Keicher, Warmbronn.
- 2004 Rolf Sauerwein: Die Hand klüger als der Kopf. Vier farbige Kugelschreiberzeichnungen mit einem Text von Albrecht Fabri. Verlag Ulrich Keicher, Warmbronn.